# Gefechtsübungszentrum Heer

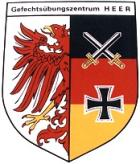
Internes Verbandsabzeichen

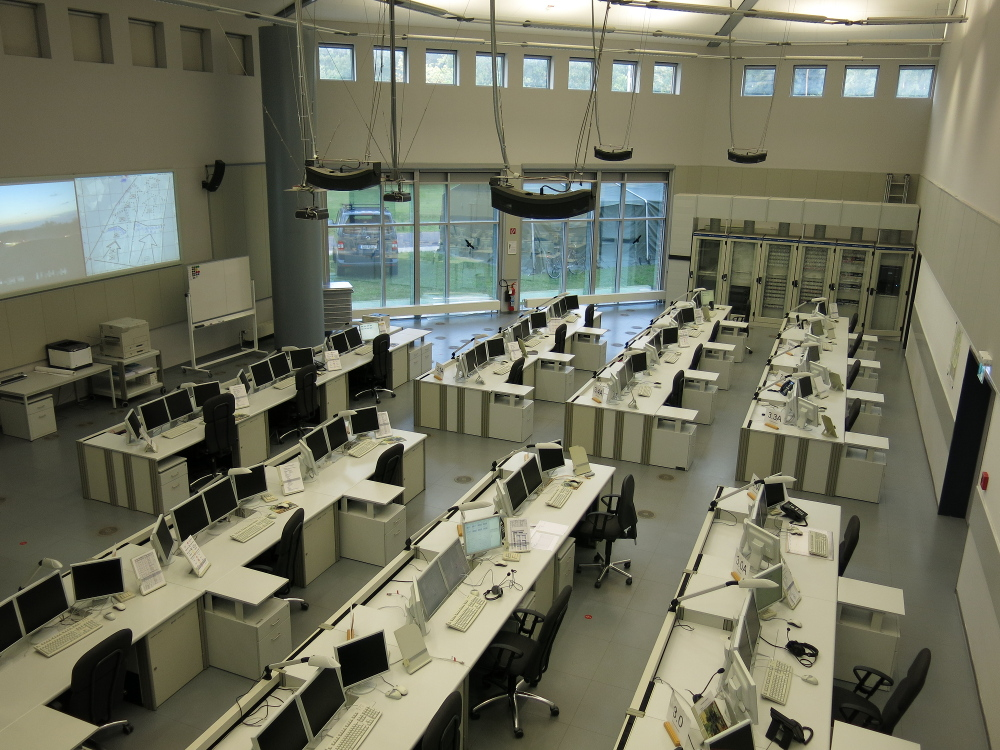
Blick von der Besucherempore auf die Auswertezentrale

Das Gefechtsübungszentrum Heer (GÜZ, formal: GefÜbZH) ist eine Zentrale Ausbildungseinrichtung des Heeres und befindet sich in Letzlingen auf dem Truppenübungsplatz Altmark in der Colbitz-Letzlinger Heide.

## TrÜbPl Altmark und GÜZ
Der Truppenübungsplatz Altmark zählt zu den großen Übungsplätzen. Er steht mit einer Ausdehnung von 232 km² nach Bergen und Grafenwöhr an dritter Stelle in Deutschland. Das Gefechtsübungszentrum Heer ist eine Zentrale Ausbildungseinrichtung des Heeres und direkt dem Ausbildungskommando unterstellt. Das Zentrum ist eine Ausbildungseinrichtung zur Übung des Gefechts der verbundenen Waffen und zur Übung der Aufgaben im erweiterten Einsatzspektrum des Heeres. Derzeit ist das GÜZ die einzige Zentrale Ausbildungseinrichtung des Heeres mit der Befähigung zur Teamausbildung der Stufe E (Einsatzverband). Es üben vor allem verstärkte Einsatzverbände des Heeres und auch Verbände ausländischer Streitkräfte.
Im September 2015 waren im GÜZ 1100 Arbeitskräfte, davon 440 im zivilen Bereich, beschäftigt.

## Auftrag
Das Zentrum plant, führt und leitet die Gefechtsübungen, die unter Einsatzbedingungen und mehrtägig durchgeführt werden. Die dabei gewonnenen Erkenntnisse werden gesammelt und dienen der Weiterentwicklung von Führungs- und Einsatzgrundsätzen, Führungsstrukturen, Ausrüstung und Führungs- und Einsatzsystemen. Dazu arbeitet das Zentrum mit dem Amt für Heeresentwicklung zusammen. Das Zentrum führt außerdem die einsatzvorbereitende Ausbildung durch.

## Durchführung
An einer Übung teilnehmende Gefechtsfahrzeuge und Soldaten (bis zu 1500) werden mit AGDUS ausgestattet. Somit können auch für den einzelnen Soldaten bis hinauf zum Kommandeur Brigade-Gefechtssimulationen dargestellt und nachverfolgt werden. Position, Bewegung, Beschuss/Wirkungsgrad und Funkgespräche werden in einer Rechenleitzentrale aufgezeichnet. Dadurch besteht die Möglichkeit, vor allem dem Führungspersonal in einem eigens dafür vorgesehenen Kino nach Ablauf der Übung das Gefechtsgeschehen auf einem Kartenausschnitt des Übungsplatzes aufzuzeigen. Hierfür können die aufgezeichneten Daten auf einer Projektionswand zeitgenau wiedergegeben werden. In der Zentrale des GÜZ stehen auf 2874 Quadratmetern Fläche 73 Räume zur Verfügung darunter eine Leitungszentrale mit 22 Arbeitsplätzen, eine Auswertezentrale mit 25 Arbeitsplätzen und ein Auditorium für 200 Personen.
Das GefÜbZH wurde vom Rüstungskonzern Rheinmetall entwickelt und wurde zwischen 2008 und 2020 von dessen Tochterunternehmen Rheinmetall Dienstleistungszentrum Altmark GmbH betrieben. Seit Februar 2020 ist die Saab Training and Simulation GmbH der zivile Betreiber. Pro Jahr durchlaufen hier rund 12.000 Soldaten eine Ausbildung, wobei ein Übungsdurchgang etwa zwei Wochen dauert.

## Geschichte
In früheren Jahren war das damals noch sehr bewaldete Gebiet für die Jagd des Kaisers und des Adels vorgesehen.
Die militärische Erschließung des Geländes begann 1934 durch das Dritte Reich und dessen Militär. Die in der Heide befindlichen Dörfer Schnöggersburg, Salchau und Paxförde mussten 1936 zwecks Anlage des Truppenübungsplatzes aufgegeben werden. Zur Zeit des Dritten Reiches wurde das Gelände als Erprobungsstelle für Artillerie- und Panzerabwehrwaffen sowie von erbeuteten Waffen als  Heeresversuchsanstalt Hillersleben genutzt. Unter anderem wurde das größte jemals eingesetzte Geschütz Dora hier getestet, wofür sich die 30 Kilometer lange Schießbahn besonders eignete. Auf dem sogenannten „A-Platz“ wurde auch eine Kopie des Westwall-Festungswerks „Scharnhorst“ für Erprobungs- und Ausbildungszwecke errichtet.
Nach Ende des Zweiten Weltkrieges übernahm die 47. Garde-Panzerdivision der Roten Armee – die Einheit, die 1945 Berlin als erste erreichte – das Areal. Aufgrund günstiger militärstrategischer Bedingungen wurde der Truppenübungsplatz von den Truppen der Sowjetischen Streitkräfte genutzt und weiter ausgebaut. Während dieser Zeit wurden rund 80 % des Waldes abgeholzt. Unter sowjetischer Führung wurde hier ein Waffen-/Munitionstestgelände der Roten Armee angelegt.
1994 übernahm die Bundeswehr den Truppenübungsplatz von den abrückenden sowjetischen Streitkräften und beräumte ihn von Munition. Die Beräumung wurde offiziell am 22. August 2007 beendet. Ab 1995 erfolgte der Aufbau des Zentrums inklusive einer 1999 errichteten neuen Kaserne in Letzlingen, die am 4. September 2007 in Altmark-Kaserne umbenannt wurde. Seit 2000 werden Lehrgänge von der Bundeswehr durchgeführt. Hierbei wird mit Simulationssystemen ohne scharfen Schuss von Verbänden bis zur verstärkten Bataillonsgröße geübt. Der Truppenübungsplatz wird heute an etwa 250 Tagen im Jahr genutzt und gilt als einer der modernsten der Welt. Der Truppenübungsplatz liegt größtenteils auf dem Gebiet der Stadt Gardelegen.

## Einrichtungen
Auf dem Truppenübungsplatz befinden sich mehrere nachgebaute Dorf- und Stadtkulissen, die afghanischen und kosovarischen Ortschaften nachempfunden sind, wie Plattenhausen, Stullenstadt und Salchau im ehemaligen Ortskern von Salchau. Kurz vor ihrer Verlegung ins Ausland absolvieren Verbände hier ein letztes Training, das sie auf Einsätze vorbereitet. Übungen werden durchgeführt, bei denen der Kontakt mit der zivilen Bevölkerung, wie er bei Auslandseinsätzen üblich ist, geübt wird – mit eigenen Darstellungskräften simuliert. Neben der Bundeswehr bereiten sich im Gefechtsübungszentrum auch Einheiten anderer Nationen, so der Niederländischen Streitkräfte, sowie der Streitkräfte Singapurs auf Einsätze vor. Der Truppenübungsplatz verfügt darüber hinaus über einen Flugplatz mit einer 1700 Meter langen Graspiste.
Die „Übungsstadt Schnöggersburg“, benannt nach der Wüstung Schnöggersburg, wird seit 2012 im Bereich der früheren gleichnamigen Ortschaft errichtet. Erste Teile des rund sechs Quadratkilometer große Übungsareals wurden im Herbst 2017 übergeben. Die Übungsstadt wird mit mehr als 500 Gebäuden und Hochhäusern, mit Straßen, U-Bahn-Tunneln, Kanalisation und Industriegebiet eine stadttypische Bebauung sowie einen 22 Meter breiten Fluss und ein Waldgebiet enthalten. In der Übungsstadt sollen ab 2018 Gefechtsverbände mit bis zu 1500 Soldaten trainieren. Das geplante Übungsgelände ist in dieser Größe deutschlandweit einmalig. Die Kosten belaufen sich auf etwa 140 Millionen Euro.

## Kommandeure (Auswahl)
- Oberst Gerd Kropf: von 2006 bis 2010
- Oberst Michael Matz: von 2010 bis 2012
- Oberst Gunter Schneider: von November 2012 bis September 2014
- Oberst Uwe-Alexander Becker: von September 2014 bis August 2018
- Oberst Michael Knoke: von August 2018 bis September 2023[12]
- Oberst Heiko Diehl: ab September 2023